# Лисичанський педагогічний коледж ЛНУ ім. Т. Шевченка
Лисича́нський педагогі́чний ко́ледж — заклад вищої освіти; відокремлений структурний підрозділ Луганського національного університету імені Тараса Шевченка.

## Історія

### ХХ ст.
Лисичанський педагогічний заклад розпочав своє існування з місячних курсів і в 1938 році зробив свій перший випуск вчителів початкових класів за вечірньою формою навчання. Вже через два роки у Лисичанську з'явиться вечірня педагогічна школа (пізніше педагогічне училище) на чолі з першим директором Василем Михейовием Флорем. 1941 рік — перший рік війни, перший випуск вчителів початкової школи. Замість випускного вечора і квітів, стримане урочисте засідання, з якого всі почули радянське інформбюро про справи на фронті. Багато випускників не отримали документа про освіту. Така вже була доля людей і навчального закладу. В окупованому Лисичанську 1943 року припинило свою роботу педагогічне училище. Здавалося, перший випуск стане останнім. Але наполегливість людей після війни, чистий ентузіазм педагогів відроджував освіту в Лисичанську. Для навчальних занять виділено три класних кімнати і два підсобних приміщення. Бібліотека налічувала всього 103 книги.
Попри незручне розташування педагогічної школи по вулиці Комуністичній, яка прямує в бік міста Пролетарська, а саме на необжитому пустирі, почалася робота по підготовці педагогічних кадрів для початкових класів. Викладацький склад натхненно і професійно працював з вісьмома групами студентів, в яких налічувалося по 30-35 осіб. У 1946 році директором педагогічного училища призначено Кафтанова Миколу Степановича. Новий директор прагнув, щоб будівля навчального закладу знаходилася у м. Вєрхнє. «Нехай педагогічна школа називається Лисичанська, але розташована буде у Верхньому», — просив новий директор. І його прохання задовільнили. Микола Степанович вболіває за педагогічну справу, власноруч на старій газеті пише оголошення про те, що Лисичанська педагогічна школа оголошує набір студентів на відділення вчителів початкових класів. Це оголошення було вивішено біля заводу «Донсода» незадовго до кінця робочої зміни. Зроблено перший післявоєнний випуск. Новоспечених вчителів направлено у Тернопільську область, де не вистачало педагогічних кадрів. Незважаючи на матеріальні негаразди, училище випускало справжніх спеціалістів, які отримували якісну освіту, ґрунтовні знання. Крім вчителів початкових класів, у навчальному закладі організовано окремі групи для підготовки вчителів української і російської мов, математики. Ця необхідність продиктована вимогами перших післявоєнних років. Викладацький склад Лисичанського педагогічного училища в ці роки найбільший. Білоусова М.П, Бойко С. З., Зубарєва А. Г., Золотухін М. О., Денисенко І. М., Ведмідь Т. Г., Бєрднік О. М., Жуков І. І., Ітельсон Б. Є., Виноградова М. М., Верзилов О. М. Охоплені ідеями виховання, вони перетворювали звичайну педагогічну працю на велике радісне захоплення.
1949 рік — нова сторінка в історії Лисичанського педагогічного училища. Директором призначено Фьодорова Павла Антоновича. До 1971 року ця людина очолюватиме навчальний заклад. Матеріальна база тоді складалась із кількох книжкових шаф, деякої літератури та географічних карт. В школі був кінь, який допомагав вирішувати господарчі проблеми. Працювати було важко, але цікаво, загальнонародне прагнення відродитись з руїн воєнного лихоліття підказувало як жити далі. Разом з новим директором приходить і новий подих змін у сфері освіти. Згідно з указом Міністерства освіти (тоді ще Радянського Союза) студенти повинні навчатися вже не три роки, а чотири. Випускники після закінчення педагогічного училища будуть отримувати не свідоцтва, а дипломи.
Випуск 1950 року був першим випуском чотирьохрічного навчання. Молодих спеціалістів направляли в сільські школи, де не вистачало вчителів початкових класів. Вже не просто юнаки та дівчата, а дипломовані спеціалісти, вчили самі інших читати й писати, виступали активними організаторами культурного життя на селі. На той час Лисичанське педагогічне училище — найпотужніший освітянський центр, який готував педагогічну еліту для роботи в школах Ворошиловградської області.
У 1955 році кількісний показник студентів навчального закладу збільшився. Студентський і викладацький склад педучилища поповнила молодь Ждановського, Комунарського, Старобільського навчальних закладів, нові викладачі. Через п'ять років підготовка вчителів для початкової школи здійснюється тими викладачами — ентузіастами, які босоніж пройшли по роздоріжжю війни та повоєнної розрухи: Бутенко Валентиною Іванівною, Бердником О. М., Дорофєєвим Віктором Максимовичем, Орзул Ольгою Михайлівною та Борисом Володимировичем, Лопатою Олександрою Петрівною, Варакутою Олександрою Михайлівною, Грушевським Григорієм Івановичем та Олександрою Прокопівною, Шевченком Михайлом Олексійовичем та Софією Василівною, Зєліковою Раїсою Захарівною, Антоновим А. Т., Киричек Тамарою Кузьмівною, Байраковим Віктором Сергійовичем, Купіною Галиною Гаврилівною. Завучем педагогічного училища була людина самовіддана праці, справжній інтелігент Бойко Сергій Зосимович.
Лисичанське педагогічне училище стає не просто кращим за інших, а єдиним педагогічним навчальним закладом у Ворошиловградській області, який випускає вчителів для початкових класів. У цьому ж році педучилище змінює свою адресу: його переведено до Лисичанської школи № 3 (на фото). Навчання проводяться в другу зміну. Студенти проходять у цій же школі педагогічну та піонерську практики.
Життя вимагало нових перспектив, країна будувала плани на майбутнє. Потрібні були не тільки вчителі початкових класів. У 1957 році, згідно з наказом Міністерства освіти УРСР, у Лисичанському педагогічному училищі відкрито відділення вчителів праці. Воно почало готувати спеціалістів для середньої школи. В 1959 році випущено перших ластівок нової спеціальності. Умови навчання на трудовому відділенні важко було назвати комфортними. Не вистачало технічного обладнання для майстерень, кабінетів. Лише небайдужість директора Федорова Павла Антоновича та викладачів допомагала піднімати з колін нову спеціальність. За період існування спеціальності підготовлено і випущено більше 5000 випускників.
1960 рік – народження нової спеціальності «Дошкільне виховання». Прийом абітурієнтів було проведено на базі середньої школи з 2-річним терміном навчання. Для організації роботи дошкільного відділення потрібні були кадри. Монастирська Олександра Семенівна, яка була на той час завідувачем відділення, ретельно підбирала педагогічні кадри, створювала матеріальну базу для подальшого розвитку нової спеціальності. Виноградова Марина Моісеївна, Дуднік Світлана Іванівна, Ільїнська Ольга Леонідівна, Самсукова Віра Михайлівна, Щербань Я. С., Чеботарьов О. М., Варакута Олександра Михайлівна, Білоконь П. К., Золотухін Н. О., Кириченко Н. О. є ведучими викладачами спеціальності «Дошкільне виховання».
Навчальний заклад розширював спектр своєї професійної підготовки. Тому будівля середньої школи № 3 не відповідала новим вимогам часу. Необхідно було щось своє, постійне і матеріально незалежне. Лисичанському педагогічному училищу пощастило. Розформування інтернату в районі Скляного мало свої позитивні сторони: його будівля перейшла до педагогічного училища. З 1966 року закипіле життя педучилища у своєму власному «студентському містечку». Розпочалися перші заняття в новому педучилищі. Але було зрозуміло, що попереду ще багато невирішених питань. Відсутність читальної зали перешкоджає підготовці до навчальних занять студентів. Кімнати в гуртожитку завеликі (проживають по 20-25 чоловік). Тому перша спроба сісти за парти у цьому році підказала, що потрібно роботи далі. 1967 рік став для навчального закладу початком розбудови зсередини. Створювалися кабінети фізики, хімії, шкільної і дошкільної підготовки, машинознавства, музики, малювання, історії, біології, технічних засобів. У самому гуртожитку обладнані кабінети ручної праці, воєнної справи, креслення. Тепер для послуг студентів — бібліотека і читальна зала. Для покращення настрою в коледжі створено куточок гармонійного зближення з живою природою. Студенти піклуються про птахів та тварин. Вже не в планах, а в реальності студенти трудового відділення оволодівають навичками столярної та слюсарної справи в навчальних майстернях. Не тільки словом, а особистим прикладом життєвого досвіду викладачів вирішується багато питань виховання молодого покоління.
У Лисичанському педучилищі створено умови не тільки для теоретичної підготовки студентів. Озброєні знаннями студенти починають перші дні своєї педагогічної практики в школах міста Лисичанська: № 4, 15, 27, 12.
У 1971 році під керівництвом Бутенко В. М. створюється на базі Лисичанського педагогічного училища музей «Молода Гвардія».
У 1977 році керівником Лисичанського педагогічного училища призначено нового директора Царинника Михайла Петровича. Відмінник освіти України, має орден А. С. Макаренка, є почесним громадянином міста Лисичанськ. Здавалося, новому директорові пощастило. Працювати доведеться спокійно: навчальний заклад має затишні аудиторії; вже побудовані майстерні. Але зупинитися на досягнутому своїх попередників Михайло Петрович не збирається. Будова актової зали, великої спортивної зали стає однією з перших задач нового директора.
Постановою Кабінету Міністрів України № 526 від 29.05.1997 р. на базі Лисичанського педагогічного училища було створено Лисичанський педагогічний коледж Луганського державного педагогічного інституту імені Т. Г. Шевченка (нині — Луганський національний університет імені Тараса Шевченка).
Новий етап боротьби сучасного навчального закладу за своє існування відкривав непередбачені труднощі та освітні горизонти. Створено комплекс для неперервної педагогічної освіти молоді за освітньо-кваліфікаційними рівнями «молодший спеціаліст», «бакалавр», «спеціаліст».

### XXIст.
З 2001 року на базі Лисичанського педагогічного коледжу відкриваються університетські групи за спеціальностями:
- «Українська мова і література. Зарубіжна література»,
- «Дошкільне виховання. Психологія»,
- «Трудове навчання. Інформатика».

У 2002 році було відкрито спеціальність «Фізична культура».
У 2009—2010 роках на базі коледжу розпочав роботу психологічний консультаційний пункт ЛНУ імені Тараса Шевченка.

## Матеріально-технічна база
Матеріально-технічна база коледжу становить 10542,8 м² і розташована у чотирьох приміщеннях. Навчально-лабораторні приміщення складають 5 671 м², спортивна зона — 1 065 м²: на одного студента припадає 9 м². навчальної площі, що відповідає чинним нормативам. Коледж має:
- навчальний корпус;
- майстерні;
- тренажерний зал;
- 2 спортивні зали;
- бібліотеку; [Архівовано 15 квітня 2016 у Wayback Machine.]
- 2 читальні зали, з електронною бібліотекою;
- чотири лабораторії (хімії, фізики, електротехніки, машинознавства);
- 5 комп'ютерних лабораторій з приладами мультимедійного супроводу;
- 3 мультимедійні аудиторії;
- 30 навчальних кабінетів;
- актовий зал на 420 місць;
- музеї — «Зала слави та подвигу» [Архівовано 13 квітня 2016 у Wayback Machine.], історії коледжу, [Архівовано 13 квітня 2016 у Wayback Machine.] українознавства, [Архівовано 14 квітня 2016 у Wayback Machine.] освіти і педагогіки; [Архівовано 14 квітня 2016 у Wayback Machine.]
- навчально-методичні лабораторії — Лабораторія початкової освіти, [Архівовано 13 квітня 2016 у Wayback Machine.] Лабораторія ознайомлення з живою природою [Архівовано 16 лютого 2016 у Wayback Machine.], Лабораторія «Мовна палітра Луганщини» [Архівовано 14 квітня 2016 у Wayback Machine.], Лабораторія фахової компетентності педагога дошкільної освіти [Архівовано 14 квітня 2016 у Wayback Machine.]
- гуртожиток;
- їдальню;
- салон перукарської майстерності.

## Навчально-виховний процес
Лисичанський педагогічний коледж Луганського національного університету імені Тараса Шевченка забезпечує навчально-виховний процес на високому науково-методичному рівні за освітньо-кваліфікаційними рівнями «молодший спеціаліст», «бакалавр». Основна мета навчального закладу — випередити нові вимоги часу, застосовуючи у процесі навчання студентів новітні досягнення сучасних інформаційних і комунікаційних технологій, забезпечення високої якості знань, ґрунтовної фахової підготовки.

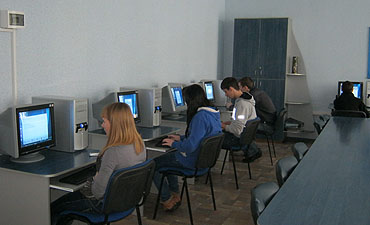
студенти ЛПК

Навчальний процес реалізують 44 викладачі, з них 3 штатних кандидатів наук, мають вищу кваліфікаційну категорію — 8 осіб, з педагогічним званням «викладач-методист»  –  5 осіб, «викладач другої кваліфікаційної категорії»  – 11 осіб, «першої кваліфікаційної категорії» — 8 осіб, решта — молоді фахівці, які мають кваліфікаційну категорію «спеціаліст».

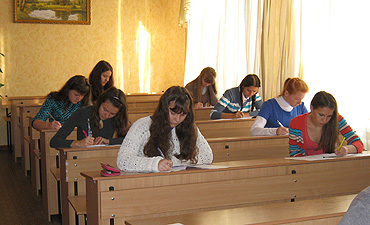

У коледжі функціонують циклові комісії:
- загальної та дошкільної педагогіки і психології [Архівовано 16 лютого 2016 у Wayback Machine.]
- загальної філології [Архівовано 16 лютого 2016 у Wayback Machine.]
- загальнотехнічних дисциплін [Архівовано 16 лютого 2016 у Wayback Machine.]
- фізичного виховання [Архівовано 16 лютого 2016 у Wayback Machine.]
- природничо-математичного циклу  [Архівовано 16 лютого 2016 у Wayback Machine.]
- соціально-гуманітарного циклу [Архівовано 16 лютого 2016 у Wayback Machine.]

Навчальна діяльність у коледжі є одним із пріоритетних напрямків, оскільки саме показники успішності освіти свідчать про результати роботи всіх учасників навчально-виховного процесу. Багаторічний досвід нашого навчального закладу, вагомі досягнення на ниві освіти ставлять Лисичанський педагогічний коледж на один щабель з провідними вищими навчальними закладами I—II рівнів акредитації України.

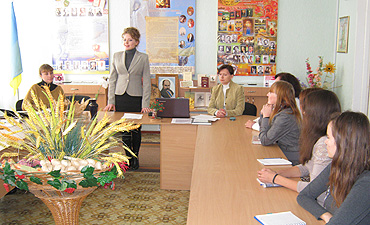

Для успішної навчальної діяльності студентів у коледжі є все необхідне: функціонують 3 мультимедійні аудиторії, 4 комп'ютерні лабораторії, 3 лабораторії фахової підготовки студентів спеціальностей «Дошкільна освіта», «Початкова освіта», «Фізичне виховання», електронна читальна зала й бібліотека. Кабінети та навчальні аудиторії коледжу оснащені за останніми вимогами часу, вони повністю підготовлені до виконання студентами різних видів робіт. У навчальних кабінетах робочі місця викладача оснащені комп'ютерною технікою. Затишні та естетично оформлені аудиторії з новими сучасними меблями, оживлені квітами, безперечно, роблять навчальний процес більш комфортним.
У кабінеті педагогіки та психології проходять тренінги та майстер-класи, показові заняття з педагогічної майстерності, психології особистості. Формуванню національної самосвідомості студентів сприяє кабінет-музей українознавства, який розпочав свою роботу в 2010 році. На яскравих тематичних стендах, присвячених становленню української державності, видатним постатям освіти України, дивам нашої Батьківщини, на сторінках рідкісних видань, у червоних кетягах калини оживає дух нації. Саме тут проходять показові заняття, конкурси з української мови та літератури, Шевченківські дні. Кабінет-музей поповнюється експонатами в етнічному стилі.
12.02.2016 у Лисичанському педагогічному коледжі з нагоди святкування 95-ї річниці ДЗ «Луганський національний університет імені Тараса Шевченка» та з метою реалізації Національної програми вивчення та популяризації іноземних мов у пріоритеті реформування галузі освіти відповідно до Указу Президента України «Про оголошення 2016 року Роком англійської мови в Україні»  відбулося відкриття Центру мов. [Архівовано 25 вересня 2016 у Wayback Machine.]
В урочистому заході взяли участь науковці Луганського національного університету на чолі з ректором  – С. В. Савченко, представники навчальних закладів І-ІІ рівнів акредитації, педагоги міста та студенти коледжу.

### Освітній округ
З 2008—2009 навчального року в Лисичанськ освітній округ, до складу якого ввійшли:
- ЛНУ імені Тараса Шевченка,
- ВП «Лисичанський педагогічний коледж Луганського національного університету імені Тараса Шевченка»,
- ЗОШ І-ІІІ ступенів № 4 [Архівовано 11 грудня 2014 у Wayback Machine.] (Лисичанськ),
- ДНЗ «Шпачок» (Лисичанськ),
- ДНЗ «Світлячок» (Лисичанськ).

У 2012—2013 навчальному році до структури освітнього округу увійшли такі навчальні заклади, як:
- ЗОШ І-ІІІ ступеня № 18 [Архівовано 2 квітня 2022 у Wayback Machine.] (Сєвєродонецьк),
- НВК "Школа-ліцей «Гарант» [Архівовано 25 лютого 2014 у Wayback Machine.] (Лисичанськ)

## Забезпечення навчального процесу

### Напрями підготовки
Перелік освітньо-кваліфікаційних рівнів та напрямів підготовки (спеціальностей), за якими оголошується прийом на навчання:
| Галузі знань                               | Спеціальність                                                 | Додаткова спеціалізація                                                                  |
| ------------------------------------------ | ------------------------------------------------------------- | ---------------------------------------------------------------------------------------- |
| Педагогічна освіта                         | Дошкільна освіта                                              | Вихователь дітей дошкільного віку, організатор фізичного виховання в дошкільному закладі |
| Педагогічна освіта                         | Початкова освіта                                              | Вчитель початкової школи, педагог-організатор                                            |
| Педагогічна освіта                         | Вчитель початкової школи та англійської мови початкової школи |                                                                                          |
| Педагогічна освіта                         | Технологічна освіта                                           | Вчитель праці та креслення основної школи, керівник гуртка технічної творчості           |
| Фізичне виховання, спорт і здоров'я людини | Фізичне виховання                                             | Вчитель фізичної культури                                                                |
| Журналістика та інформація                 | Видавнича справа та редагування                               | Молодший редактор, коректор                                                              |

## Виховна діяльність
У коледжі створена система соціально-гуманітарної роботи, яка спрямована на всебічний розвиток особистості майбутнього конкурентоспроможного фахівця, фізично здорового, висококультурного, інтелігентного, соціально активного громадянина.
Координацію методичної роботи керівників груп, гуртків, секцій, клубів, психологічної служби та студентського парламенту здійснює Рада з соціально-гуманітарної роботи.
Вирішення основних завдань виховання студентської молоді відбувається завдяки діяльності Молодіжного медіацентру.
2015 став роком колективної справи — успішно апробована програма «Скарби твої безцінні, Україно» [Архівовано 9 квітня 2016 у Wayback Machine.], що складається з 23-х авторських відеокомунікаційних проектів (викладач — студент) за методиками «занурення в національну культуру», «рівний — рівному». Найбільшу зацікавленість у глядацької аудиторії викликали такі як «Україно, ти для мене диво!», «Українці. Портрет нації», «Жінка-українка: енциклопедія життя», «Видатні діячі освіти України», «Українська пісня — духовне обличчя нації». Зміст їх супроводжується мультимедійними матеріалами, повідомленнями про інформаційні джерела їх створення.
Загалом викладачами за планом СГР у І семестрі 2015—2016 н.р. проведено
1. 1. Загальний меседж відзначення Дня захисника України «Сила нескорених»
  2. Бренд «Україна»
  3. Посвячення першокурсників у студенти
  4. Шоу талантів «Коледж. Шанс.UA»
  5. День працівника освіти
  6. І фестиваль-форум національно-патріотичних справ «Тобі, моє Лисиче!»
  7. «Історія Гідності»

Продовжується реалізація "Моделі «Шлях у досконалість».
Реалізовано програми заходів «Крокує першокурсник», «Тиждень права», «16 днів проти насильства».
Волонтерська місія загону «Милосердя [Архівовано 9 квітня 2016 у Wayback Machine.]» в поточному навчальному році зосередилася на співпраці із 80-ю десантно-штурмовою бригадою збройних сил України.

### Психологічна служба
Діяльність психологічної служби [Архівовано 9 квітня 2016 у Wayback Machine.] в коледжі забезпечується практичним психологом та соціальним педагогом.
На базі психологічної служби коледжу під керівництвом практичного психолога навчального закладу функціонує Центр саногенного мислення, реалізуючи завдання якого психологічна служба співпрацює з органами охорони здоров'я міста, праці та соціального захисту населення, сім'ї, молоді та спорту, внутрішніх справ, іншими органами виконавчої влади, а також громадськими організаціями.
Основними  завданнями психологічної служби коледжу є:
-  сприяння повноцінному розвитку особистості студентів, створення умов для формування у них мотивації до самовиховання і саморозвитку;
- забезпечення індивідуального підходу до кожного учасника навчально-виховного процесу на основі його психолого-педагогічного вивчення;
- профілактика і корекція відхилень в інтелектуальному і психофізичному розвитку студентів.
У 2009—2010 н.р. на базі коледжу розпочав роботу психологічний консультаційний пункт ЛНУ імені Тараса Шевченка.
Головними завданнями соціального педагога є захист прав студентів та допомога в їхній успішній соціалізації. Серед функціональних обов'язків соціального педагога є вивчення та прогнозування негативних чи позитивних сторін соціальних ситуацій, що впливає на окремого студента чи групу, також змістовного дозвілля студентів «груп ризику».
У 2009—2010 н.р. на базі коледжу розпочав роботу психологічний консультаційний пункт ЛНУ імені Тараса Шевченка.

## Наукова робота
З 2014—2015 н.р. в коледжі розпочав функціонування навчально-методичний кабінет ВП «Лисичанський педагогічний коледж Луганського національного університету імені Тараса Шевченка» як  опорна ланка керівництва навчального закладу в роботі з педагогічними кадрами. У своїй діяльності методичний кабінет керується:
- постановами і вказівками Міністерства освіти і науки України;
- наказами та інструкціями з питань підвищення кваліфікації педагогічних кадрів;
- Положенням про ВП «Лисичанський педагогічний коледж Луганського національного університету імені Тараса Шевченка»;
- Положенням про навчально-методичний кабінет [Архівовано 27 квітня 2016 у Wayback Machine.];
- рішеннями педради навчального закладу.

Керівництво роботою навчально-методичного кабінету в навчальному закладі здійснюється завідувачем кабінету, який співпрацює з заступником директора з навчальної роботи.
На базі навчально-методичного кабінету організовано роботу навчально-методичної лабораторії коледжу (завідувач Ляшенко К. І.), в структуру якої входять:
- Наукова лабораторія «Мовна палітра Луганщини» [Архівовано 14 квітня 2016 у Wayback Machine.], керівник Сергєєва І. Ю.;
- Лабораторія початкової освіти [Архівовано 13 квітня 2016 у Wayback Machine.], керівник Ляшенко К. І.;
- Лабораторія фахової компетентності педагога дошкільної освіти [Архівовано 14 квітня 2016 у Wayback Machine.], керівник Аль-Хамадані Н. Д.;
- Лабораторія методики ознайомлення з природою [Архівовано 16 лютого 2016 у Wayback Machine.], керівник Шевирьова І. Г.;
- Лабораторія історії освіти й педагогіки [Архівовано 9 квітня 2016 у Wayback Machine.], керівник Літовка О. П.

## Навчально-виробнича робота
Провідна роль у формуванні професійної позиції студентів належить різним видам практик, завдання яких майбутні фахівці виконують з 2 курсу. В процесі активної практичної діяльності студенти оволодівають таємницями професії. Всебічну допомогу студентам надають методисти з певного виду практики, викладачі-предметники, куратори груп. У нагоді стає медіа центр коледжу, де студенти можуть скористатися необхідною науково-методичною онлайн-інформацією, літературою, навчально-методичними комплексами викладачів з певного питання.
Базами практик є найбільш сучасні навчальні заклади міста: ЗОШ № 4, 12, 30, 27, 2, ДНЗ «Світлячок», «Чайка», «Шпачок»; ДЮСШ міст Лисичанськ, Кремінна, Рубіжне. Основними видами практик для студентів педагогічних спеціальностей є:
- позанавчальна виховна робота, в процесі якої студенти виконують обов'язки класного керівника, педагога-організатора, проводять позакласні заходи, такі як брейн-ринг, «Казкова вікторина», спортивні змагання, тематичні виховні години «Україна — ти моя країна», «Державні та національні символи України», «Вони пройшли крізь віки» і т. д.;
- практика «Пробні уроки в школі та заняття в ДНЗ» (на ІІІ курсі), під час якої студенти готують і проводять уроки та заняття з різноманітних предметів згідно програм дитячих навчальних закладів, початкової школи, демонструючи отримані теоретичні знання з методик викладання предметів та уміння їх застосовувати на практиці;
- літня педагогічна практика (після закінчення ІІІ курсу) — особливий, повністю самостійний вид практики, де студенти втілюють найсучасніші педагогічні ідеї, роблять різноманітним, творчим і цікавим дозвілля дітей різного віку в умовах літнього відпочинку, серед проведених заходів — спортивні змагання, конкурси талантів, інтелекту, моди та краси, тематичні вечори відпочинку, наприклад: «Бразильський футбол», «День навпаки», «День Нептуна», «День краси», «Найрозумніший», «Гладіаторські бої», «Назад у минуле», «Наші альпінарії» і т. д. За творчу і самовіддану роботу студенти керівництвом таборів щороку нагороджуються подяками і грамотами, а найголовніше — їх чекають в цьому таборі і наступного року;
- підсумковий вид практики — переддипломна педагогічна практика (останній семестр IV курсу). Студенти працюють на місці вчителів початкових класів, креслення, праці, фізичної культури, вихователя дитячого садочка, демонструючи рівень набутих у коледжі знань і умінь.

В останні роки в коледжі з'явились нові форми організації педагогічної практики: практика одного робочого дня та дні відкритої практики.
Практика одного робочого дня проводиться в 7 семестрі спеціальності «Початкова освіта» з метою психологічної підготовки студентів 4 курсу до виконання завдань переддипломної педагогічної практики. Протягом цілого робочого дня студенти проводять навчальні заняття та виховні заходи за планом вчителя початкових класів. Базами практики обирається школа, в якій студенти виконували завдання практики «Пробні уроки». Керує практикою викладач педагогіки або окремої методики навчання.
З метою ознайомлення студентів З курсу з головними завданнями практики «Пробні уроки в школі та заняття в ДНЗ» та виділення основних видів роботи студента-практиканта під час даного виду практичної підготовки, підкреслення значення творчого підходу до підготовки пробних уроків і занять в 5 семестрі проводяться дні відкритої практики. Студенти 3 курсу спостерігають за роботою студентів 4 курсу, беруть участь в аналізі занять, які продивилися.
Навчання студентів спеціальності «Видавнича справа та редагування» має свої особливості, пріоритети та відбувається в процесі як теоретичного навчання так і практичного. Формування практичних умінь і навичок майбутніх фахівців видавничої справи здійснюється в процесі таких видів практичного навчання як:
- ознайомлювальна практика, мета якої познайомити студентів з головними напрямами діяльності редакцій газет, типографій, виділення основних видів роботи фахівців даної галузі;
- редакційна, активний вид практичної підготовки, при виконанні завдань якої студенти мають змогу теоретичні знання застосувати при вирішенні практичних ситуацій;
- переддипломна практика.

Базами практики для студентів даної спеціальності виступають редакція регіональної суспільно-політичної газети «Новий путь», телерадіокомпанія «Акцент», типографічне агентство «Кіт» (м. Лисичанськ), ООО "Телекомпанія «СТВ» (м. Сєвєродонецьк) тощо.
Освітній округ
З 2008—2009 навчального року в Лисичанському педагогічному коледжі діє освітній округ, у складі якого:
- ЛНУ імені Тараса Шевченка,
- ВП «Лисичанський педагогічний коледж Луганського національного університету імені Тараса Шевченка»,
- ЗОШ І-ІІІ ступенів № 4 [Архівовано 11 грудня 2014 у Wayback Machine.] (Лисичанськ),
- ДНЗ «Шпачок» (Лисичанськ),
- ДНЗ «Світлячок» (Лисичанськ).

У 2012—2013 навчальному році до структури освітнього округу увійшли такі навчальні заклади, як:
- ЗОШ І-ІІІ ступеня № 18 [Архівовано 2 квітня 2022 у Wayback Machine.] (Сєвєродонецьк),
- НВК "Школа-ліцей «Гарант» [Архівовано 25 лютого 2014 у Wayback Machine.] (Лисичанськ)

## Нагороди
За інноваційну діяльність з якісної підготовки фахівців для освіти України, вагомий внесок у розвиток іміджу освіти і науки України Лисичанський педагогічний коледж Луганського національного університету імені Тараса Шевченка удостоєний звання «Флагман освіти і науки України» за підтримки Верховної ради України, Міністерства освіти і науки України, Національної Академії наук України, Національної академії педагогічних наук України.
У 2016 році ЛПК узяв участь у VII Міжнародній виставці «Сучасні заклади освіти — 2016», де здобув золоту медаль цього престижного заходу. [Архівовано 19 квітня 2016 у Wayback Machine.]